# İsmail Metin Temel
Ismail Metin Temel (Bayburt, 1958) è un generale turco, ex Comandante della 2ª armata dell'Esercito turco. Si è laureato all'Accademia militare turca.

## Biografia
Ismail Metin Temel è nato nel 1958 nella città di Bayburt. Sin dal 1981 milita nell'Esercito turco. Nel 2012, Temel è stato nominato comandante della 3ª divisione tattica di fanteria "Yuksekova Hakkari". Nel 2016, è stato trasferito dalla sua funzione di comandante dei corpi di gendarmeria di pubblica sicurezza a comandante della 2ª armata con la decisione del ministero della difesa nazionale turco. Temel parla correttamente l'inglese.
Ismail ha comandato due campagne nell'ambito della Guerra civile siriana, l'Operazione Scudo dell'Eufrate nella zona del confine tra il governatorato di Aleppo in Siria e le province turche di Gaziantep  e Kilis, in cui lui e il generale Zekai Aksakalli hanno condotto con successo un'offensiva che ha portato all'eliminazione di oltre 3000 combattenti dell'ISIS. La sua seconda campagna è stata l'Operazione ramoscello d'ulivo che è avvenuta con la conseguente crescita della tensione tra i governi turco e statunitense per via dell'appoggio di quest'ultimo alle Forze Democratiche Siriane, composte in buona parte da guerriglieri curdi della milizia YPG, considerate dalla Turchia branca siriana del PKK. In particolare la Turchia si è fortemente opposta all'intenzione del governo statunitense di addestrare ed equippaggiare 30.000 uomini delle Forze Democratiche Siriane, gruppo di milizie curdo-arabe siriane in prima linea nel combattere l'ISIS che però la Turchia considera una minaccia nei confronti della propria sicurezza. Il 31 dicembre 2018, Temel è stato nominato capo dello staff generale del Direttorato di revisione e valutazione con un decreto presidenziale.